# Saint-André-en-Royans
Saint-André-en-Royans est une commune française située dans le département de l'Isère, en région Auvergne-Rhône-Alpes.
Autrefois rattachée à la province royale du Dauphiné, Saint-André fait partie de la communauté de communes de Saint-Marcellin Vercors Isère Communauté depuis sa création en 2017.
Ses habitants se nomment les Andréens.

## Géographie

### Situation et description
Saint-André-en-Royans est un village de la micro région naturelle Royans, situé à 8 km au sud de Saint-Marcellin, non loin de la rivière Isère, sur les contreforts du massif du Vercors. Le bourg est installé au pied d’une colline dénommée « la Roche » et orientée Nord-Sud. Le site offre une large vue sur le cours de l’Isère.

### Communes limitrophes
|                     | Saint-Romans          | Presles        |
| Saint-Just-de-Claix | Saint-André-en-Royans | Choranche      |
|                     | Auberives-en-Royans   | Pont-en-Royans |

### Géologie
Dans la partie septentrionale du Royans, la dépression synclinale de raccorde, sous la vallée de l'Isère, avec le remplissage du bassin molassique du Bas Dauphiné.
Géologiquement, le secteur de « la Roche » sur lequel repose le bourg correspond à un gigantesque fond marin qui s'est élevée pour devenir le massif du Vercors. Ce raz de marée géologique a fabriqué entre la Roche et le plateau du Vercors vers l'ouest, une vallée très encaissée, la Vialonge. Celle-ci a pu être occupée par un gigantesque lac fermé au bec de la Bellière.

### Climat
Pour des articles plus généraux, voir Climat d'Auvergne-Rhône-Alpes et Climat de l'Isère.
En 2010, le climat de la commune est de type climat océanique altéré, selon une étude du Centre national de la recherche scientifique s'appuyant sur une série de données couvrant la période 1971-2000. En 2020, Météo-France publie une typologie des climats de la France métropolitaine dans laquelle la commune est exposée à un climat de montagne ou de marges de montagne et est dans la région climatique  Alpes du nord, caractérisée par une pluviométrie annuelle de 1 200 à 1 500 mm, irrégulièrement répartie en été. 
Pour la période 1971-2000, la température annuelle moyenne est de 10,7 °C, avec une amplitude thermique annuelle de 17,2 °C. Le cumul annuel moyen de précipitations est de 1 131 mm, avec 9,4 jours de précipitations en janvier et 6,1 jours en juillet. Pour la période 1991-2020, la température moyenne annuelle observée sur la station météorologique de Météo-France la plus proche, « Saint-Jean-en-Royans », sur la commune de Saint-Jean-en-Royans à 8 km à vol d'oiseau, est de 12,3 °C et le cumul annuel moyen de précipitations est de 1 136,1 mm,. Pour l'avenir, les paramètres climatiques de la commune estimés pour 2050 selon différents scénarios d'émission de gaz à effet de serre sont consultables sur un site dédié publié par Météo-France en novembre 2022.

### Hydrographie
Le Tarze (au nord) et le Rognon (au sud), deux torrents qui s'écoulent de part et d'autre du territoire communal depuis le massif du Vercors, sont des affluents de la Bourne, elle-même affluent de l'Isère.

### Voies de communication
Le territoire communal étant situé à l'écart des grands axes de circulation le bourg n'est desservi que par la  route départementale 58 qui relie Saint-Romans à Pont-en-Royans.

## Urbanisme

### Typologie
Au 1er janvier 2024, Saint-André-en-Royans est catégorisée commune rurale à habitat dispersé, selon la nouvelle grille communale de densité à sept niveaux définie par l'Insee en 2022.
Elle est située hors unité urbaine. Par ailleurs la commune fait partie de l'aire d'attraction de Saint-Marcellin, dont elle est une commune de la couronne,. Cette aire, qui regroupe 17 communes, est catégorisée dans les aires de moins de 50 000 habitants,.

### Occupation des sols
L'occupation des sols de la commune, telle qu'elle ressort de la base de données européenne d’occupation biophysique des sols Corine Land Cover (CLC), est marquée par l'importance des territoires agricoles (51,6 % en 2018), une proportion identique à celle de 1990 (51,6 %). La répartition détaillée en 2018 est la suivante : 
forêts (47,8 %), zones agricoles hétérogènes (37,9 %), prairies (10,6 %), cultures permanentes (2,5 %), milieux à végétation arbustive et/ou herbacée (0,6 %), terres arables (0,5 %). L'évolution de l’occupation des sols de la commune et de ses infrastructures peut être observée sur les différentes représentations cartographiques du territoire : la carte de Cassini (XVIIIe siècle), la carte d'état-major (1820-1866) et les cartes ou photos aériennes de l'IGN pour la période actuelle (1950 à aujourd'hui).

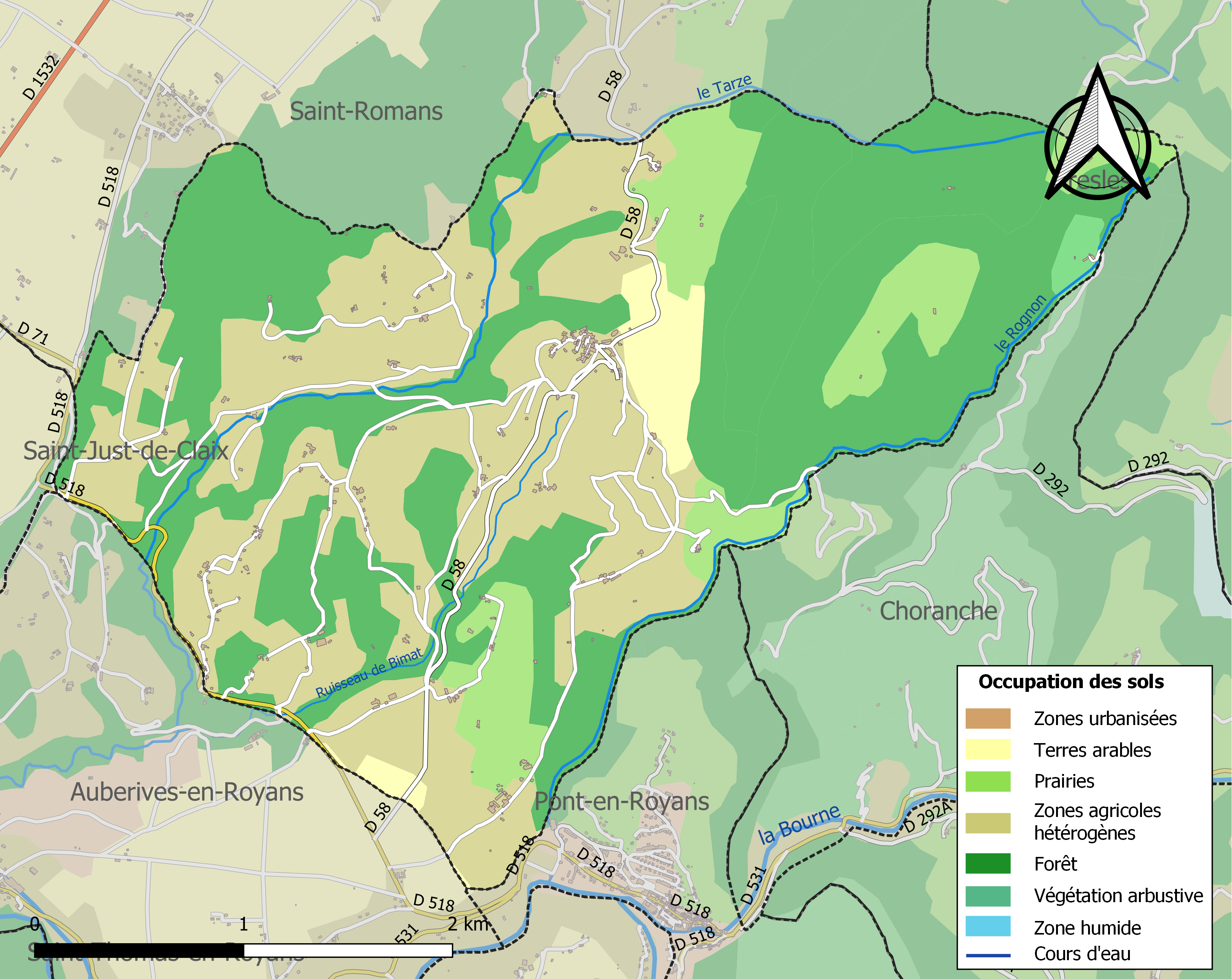
Carte des infrastructures et de l'occupation des sols de la commune en 2018 (CLC).

### Risques naturels et technologiques

#### Risques sismiques
L'ensemble du territoire de la commune de Saint-André-en-Royans est situé en zone de sismicité n°4 (sur une échelle de 1 à 5), comme la plupart des communes de son secteur géographique.
| Type de zone | Niveau            | Définitions (bâtiment à risque normal) |
| ------------ | ----------------- | -------------------------------------- |
| Zone 4       | Sismicité moyenne | accélération = 1,6 m/s2                |

## Histoire

### Antiquité et Moyen Âge
L’appellation Royans aurait été donnée en souvenir d’un roi envahisseur burgonde nommé Rhodan réfugié dans cette région, puis de nouveau vaincu et anéanti vers 580. Aux XIIe et XIIIe siècles, avant le « transport » du Dauphiné dans la France à la suite du traité de Romans en 1349, les seigneurs Béranger se disaient déjà « princes du Royans » et les villages qui portent encore ce suffixe faisaient partie de leur fief[réf. nécessaire].

Jean de Sassenage, seigneur de Saint-André-en-Royans, fils d'Antoine Ier de Sassenage et d'Anne de Trians (1377-1441), vicomtesse de Tallard, épousa vers 1420 Françoise de Montmayeur, dame d'Auroux et de Coppet, remariée à Louis-Armand XII de Chalençon-Polignac, fils de Pierre-Armand de Chalençon-Polignac, et de Marguerite Lourdin de Saligny. Louis-Armand XII de Chalençon-Polignac est veuf d'Isabeau de La Tour d'Auvergne, fille de Bertrand IV de La Tour d'Auvergne, et de Marie d'Auvergne, puis Françoise de Montmayeur épousera Manfredo de Saluces, fils de Thomas de Saluces (Tommasso de Saluces), seigneur de Cardé, et de Bartholomée de Cève (Bartolommea di Ceva). Françoise de Montmayeur est la fille de Gaspard de Montmayeur, et de Guigue ou Guigonne ou Guyonne de La Balme. Ils ont :
- Françoise de Sassenage (vers 1421-1479), vicomtesse de Tallard, qui épousera en 1439 Antoine Ier de Clermont-en-Trièves.
- Marie de Sassenage (1423-1443) qui épousera en 1440 Jacques Ier de Miolans.

### Du Moyen Âge à la Révolution
Bernardin de Clermont né a Saint André, en 1440 est le fondateur de la grande famille des Clermont-Tonnerre, chambellan de François 1er , trésorier du Dauphiné, il avait pris part à la bataille de Marignane en 1515.
À partir de 1550, Pont en Royans, de religion réformée et Saint André, catholique vont s'opposer.
En 1561, Artus Prunier, Conseiller de Roi et trésorier du Dauphiné, achète St André.
En 1563 le château de Saint André est attaqué et pris par les troupes de Montbrun(capitaine des huguenots)
Après 1580, une maison forte nommée Beaujour, est construite pour Sébastien de Lionne. son petit fils Hugues de Lionne
deviendra le ministre des Affaires étrangères de Louis XIV.
En 1680, l'Église brûlée lors des guerres de religion, est reconstruite, grâce à un don du roi Louis XIV.
Les Pruniers de Saint André posséderont le château de 1531 à 1830 et "beaujour" dès 1630.

## Politique et administration

### Administration municipale
Commune comptant entre 100 et 500 habitants, le conseil municipal de Saint-André-en-Royans est donc composé de onze membres.

### Liste des maires
| Période                                  | Période   | Identité            | Étiquette | Qualité                                              |
| ---------------------------------------- | --------- | ------------------- | --------- | ---------------------------------------------------- |
| Les données manquantes sont à compléter. |           |                     |           |                                                      |
| avant 1988                               | 1989      | Jean Pain           |           |                                                      |
| mars 1989                                | mars 2001 | Gérard Rozier       |           |                                                      |
| mars 2001                                | mars 2008 | Francisque Dumas    |           |                                                      |
| mars 2008                                | mars 2014 | Dominique André     |           |                                                      |
| mars 2014                                | En cours  | Frédéric de Azevedo | SE        | Fonctionnaire Président de la communauté de communes |
| Les données manquantes sont à compléter. |           |                     |           |                                                      |

## Population et société

### Démographie
L'évolution du nombre d'habitants est connue à travers les recensements de la population effectués dans la commune depuis 1793. Pour les communes de moins de 10 000 habitants, une enquête de recensement portant sur toute la population est réalisée tous les cinq ans, les populations de référence des années intermédiaires étant quant à elles estimées par interpolation ou extrapolation. Pour la commune, le premier recensement exhaustif entrant dans le cadre du nouveau dispositif a été réalisé en 2006.

En 2022, la commune comptait 341 habitants, en évolution de +8,25 % par rapport à 2016 (Isère : +3,07 %, France hors Mayotte : +2,11 %).
| 1793 | 1800 | 1806 | 1821 | 1831 | 1836 | 1841 | 1846 | 1851 |
| ---- | ---- | ---- | ---- | ---- | ---- | ---- | ---- | ---- |
| 627  | 641  | 713  | 684  | 700  | 728  | 736  | 777  | 792  |

| 1856 | 1861 | 1866 | 1872 | 1876 | 1881 | 1886 | 1891 | 1896 |
| ---- | ---- | ---- | ---- | ---- | ---- | ---- | ---- | ---- |
| 757  | 699  | 710  | 632  | 627  | 609  | 600  | 574  | 546  |

| 1901 | 1906 | 1911 | 1921 | 1926 | 1931 | 1936 | 1946 | 1954 |
| ---- | ---- | ---- | ---- | ---- | ---- | ---- | ---- | ---- |
| 527  | 524  | 488  | 456  | 427  | 379  | 340  | 317  | 322  |

| 1962 | 1968 | 1975 | 1982 | 1990 | 1999 | 2006 | 2011 | 2016 |
| ---- | ---- | ---- | ---- | ---- | ---- | ---- | ---- | ---- |
| 311  | 278  | 239  | 251  | 273  | 297  | 326  | 327  | 315  |

| 2021 | 2022 | - | - | - | - | - | - | - |
| ---- | ---- | - | - | - | - | - | - | - |
| 331  | 341  | - | - | - | - | - | - | - |

### Enseignement
La commune est rattachée à l'académie de Grenoble.

### Médias
Le quotidien régional historique du département de l'Isère, distribué dans la commune, est Le Dauphiné libéré. Celui-ci consacre, chaque jour, y compris le dimanche, dans son édition locale, un ou plusieurs articles à l'actualité du canton ainsi que des informations sur les éventuelles manifestations locales, les travaux routiers, et autres événements divers à caractère local au niveau de la commune.
La commune est située sur l'aire de diffusion de radio Ici Isère, une radio publique qui émet sur tout le territoire du département de l'Isère.

### Cultes
église paroissiale Saint André (1690)

## Culture et patrimoine

### Lieux et monuments

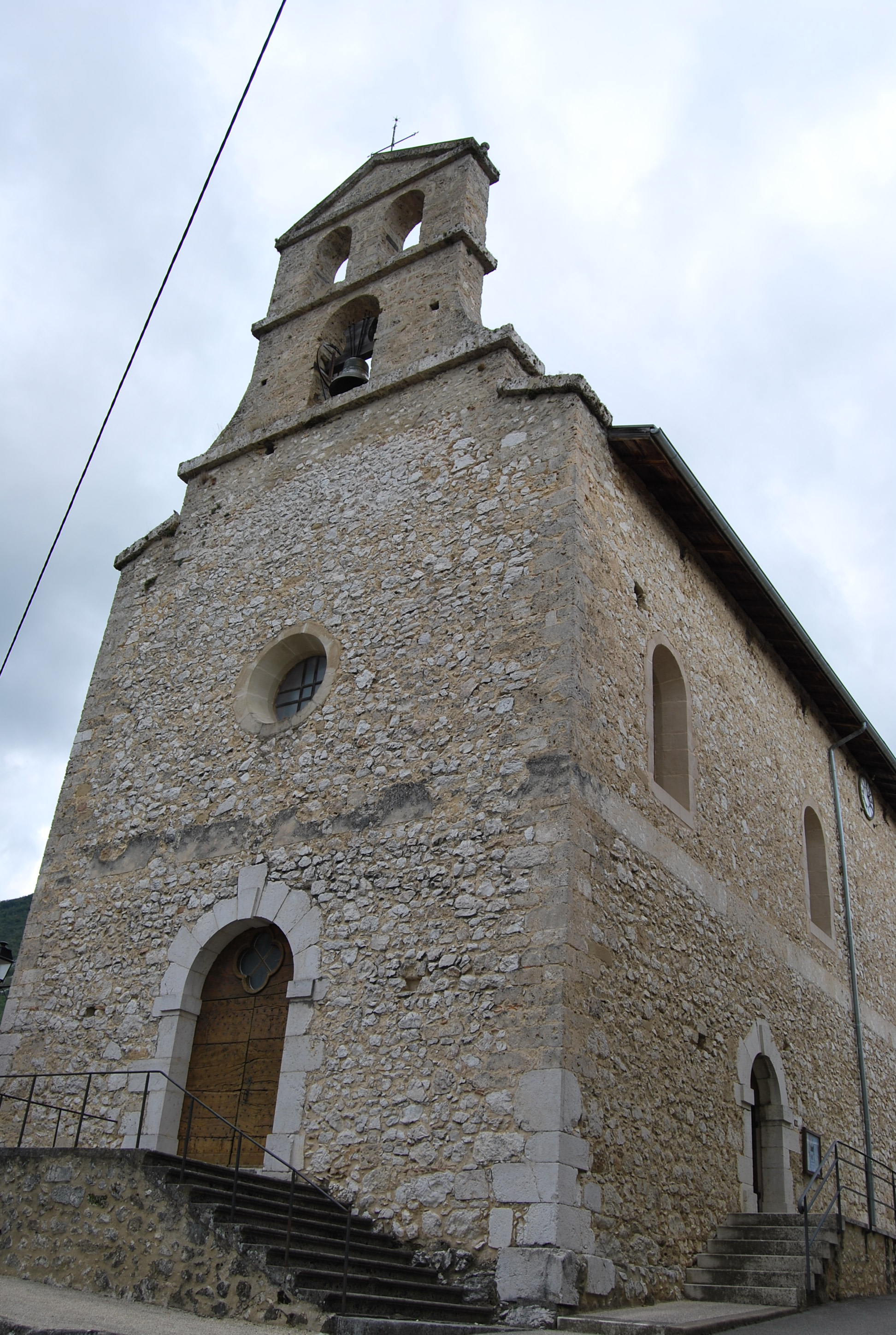
L'église.

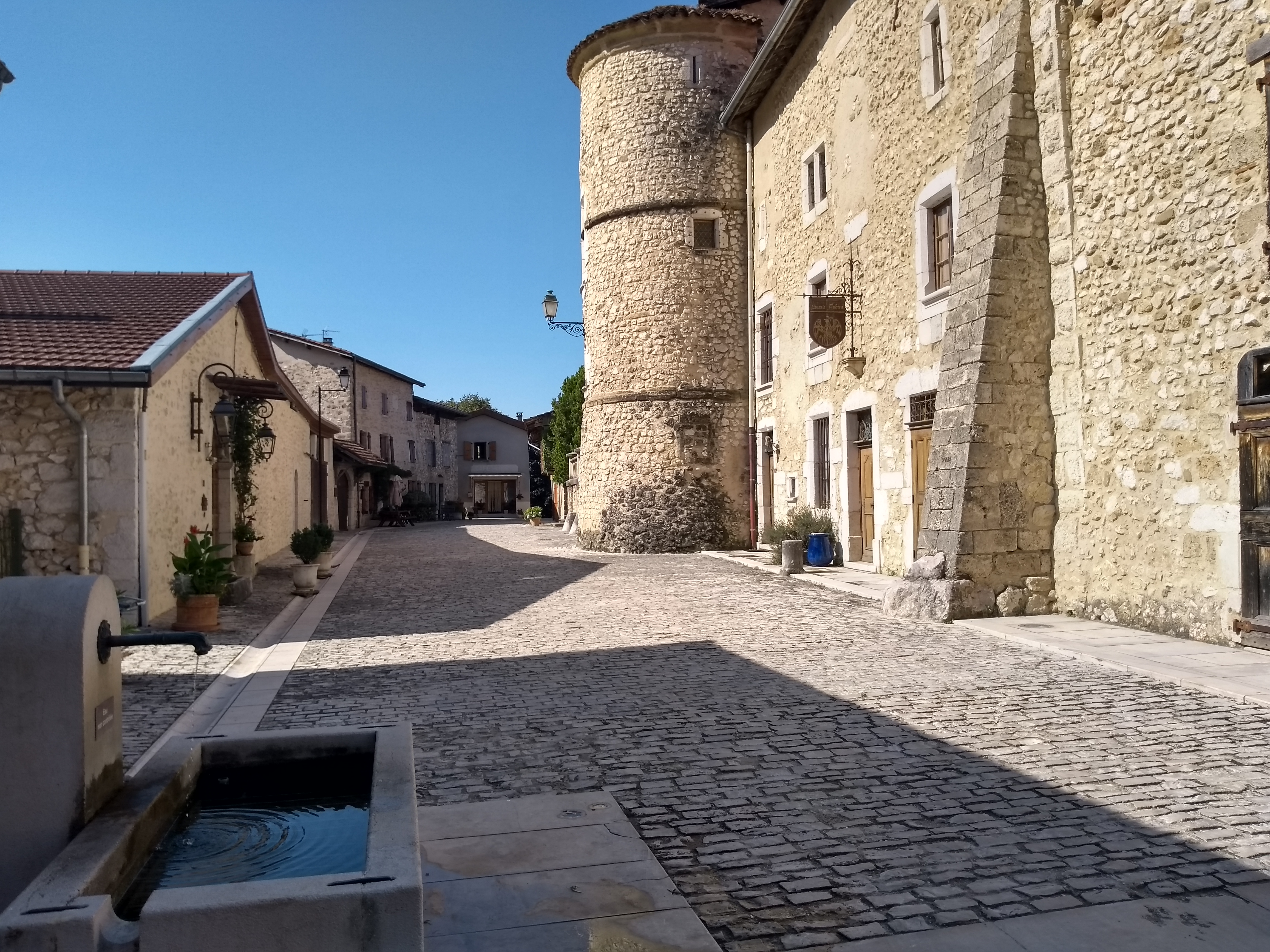
vue sur le château

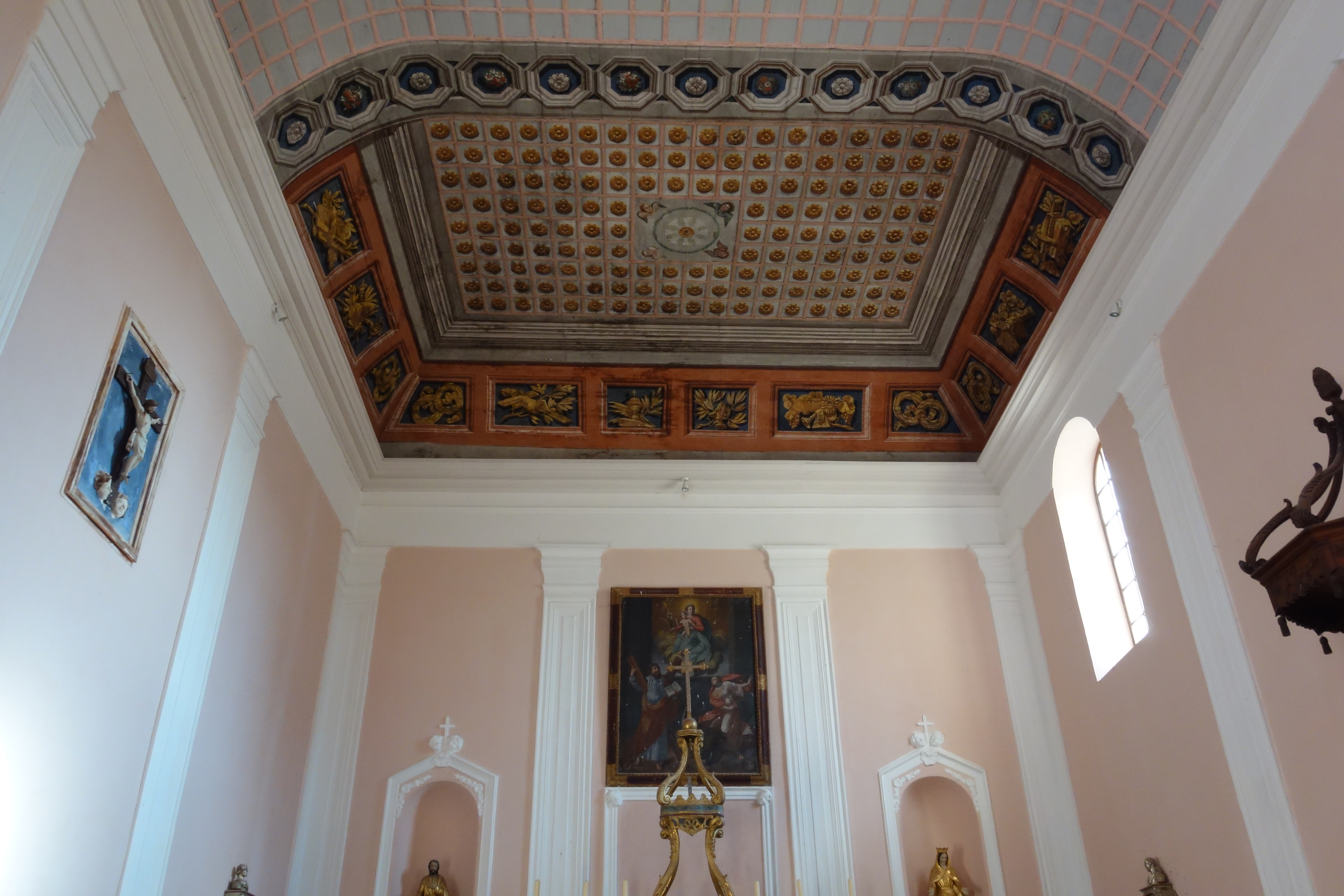
plafond de l'église de Saint André en Royans

- L'église paroissiale Saint-André date du XVIIe siècle. Elle fait l'objet d'un classement et d'une inscription partielle au titre des monuments historiques par arrêté du 16 janvier 1990 pour la protection de son décor intérieur[22].
- Le château des Prunier de Saint-André date des XIVe et XVIe siècles[23].
- La maison forte de Saint-Just-de-Claix date du XIIIe ou XIVe siècle. C'est, en 2020, le monastère de Notre-Dame-des-Anges[23].

### Héraldique
| Blason de Saint-André-en-Royans | Blason  | De gueules à la tour donjonnée d’argent (d'or) maçonnée, ouverte et ajourée de sable. |
| Blason de Saint-André-en-Royans | Détails | Le statut officiel du blason reste à déterminer.                                      |